# Ariel Gómez León
Ariel Gómez León (n. Ocozocoautla de Espinosa, Chiapas; 30 de septiembre de 1965) es un político y locutor de radio mexicano, conocido por el mote de El Chunko, fue miembro del Partido de la Revolución Democrática y ha sido primer regidor, presidente municipal en funciones de suplencia, diputado local Congreso de Chiapas y diputado federal de 2009 a 2012.
Ariel Gómez León tiene estudios técnicos y certificado de locución de radio, es licenciado en Filosofía y Letras, licenciado en teología por la universidad cristiana de chiapas, inicialmente miembro del Partido Verde Ecologista de México con el que fue electo primer regidor del ayuntamiento de Tuxtla Gutiérrez y luego diputado al Congreso de Chiapas en representación del I Distrito Electoral Local de Chiapas, posteriormente reunició al PVEM y se unió al PRD que lo postuló candidato a diputado federal por el IX Distrito Electoral Federal de Chiapas, resultado electo para la LXI Legislatura de 2009 a 2012, en dicha legislatura se desempeña como integrante de la comisión de Población, Fronteras y Asuntos Migratorios y como secretario de la de Radio, Televisión y Cinematografía.

## Acusaciones de racismo
El 28 de enero de 2010 en un programa de radio en Tuxtla Gutiérrez, conducido por el mismo, se declaró en oposición al descuento que se le realizó a su sueldo como diputado de una cantidad que sería donada para los damnificados por el Terremoto de Haití de 2010.

En ese programa de radio declaró sobre los damnificados:
En los medios como en la televisión observamos la cara de la gente cuando les reparten ayuda. ¡No son caras de necesidad! Más bien es una insaciable abusivez.

Como todos son negros y se parecen tanto, había que marcarlos con una tinta indeleble para que no se les repita la ayuda; la tinta tiene que ser blanca porque la que usa el Instituto Federal Electoral (IFE) no se les notaría por ser tan negros.
Dichas declaraciones fueron inmediatamente rechazadas por los medios políticos, especialmente por el PRD.En su defensa  primero comentó que era una broma donde hecha sin saber que los micrófonos se encontraban aún abiertos y que así mismo había solicitado una disculpa al embajador de Haití en México,además de deslindar al PRD de las mismas; sin embargo la bancada del PRD acordó solicitarle se separe del cargo de diputado. El presidente nacional del partido, Jesús Ortega, planteó su expulsión del partido.
El 29 de enero solicitó nuevamente disculpas por sus dichos y anunció su retiro inmediato de su programa de radio, a la vez que la Comisión Nacional para Prevenir la Discriminación anunció el inicio de oficio de una reclamación en su contra, y el 3 de febrero el PRD anunció que la expulsaba como miembro de su fracción parlamentaria en la Cámara de Diputados, y del partido.
Finalmente, el 17 de marzo Ariel Gómez León firmó un acuerdo de conciliación con la Comisión Nacional para Prevenir la Discriminación como resolución a su acusación por racismo ante la misma.